# Diablo (série de livros)
O Universo de Diablo, que inicialmente estava contido apenas no mundo dos games, com aumento de seu sucesso, a Blizzard passou a ver o potencial que esse possuía  e dessa forma, amplia-lo e preenche-lo da forma mais completa possível. E dessa forma, permitindo que diversos escritores e artista trabalhassem nesse universo, uma gama gigante de material literário foi e está sendo produzido. Complementando em diversos aspectos, como cultura, religião, história, geografia, raças, confrontos  e sociedade, das raças e populações habitantes de Santuário.

## Ordens de Leitura

### Ordem de Leitura Básica
Essa primeira ordem de leitura, assim como a criada para a leitura dos Livros de J.R.R.Tolkien, leva em conta a Ordem Cronológica dos livros principais da série Diablo que estão publicados no Brasil, em português, pela editora Galera Record e Panini. A leitura dos seguintes livros não prejudica em nada a compreensão da história e entendimento do universo, trazendo, ainda, um melhor aproveitamento da experiência do jogo Diablo
1. Diablo III - Livro de Cain
2. HQ Diablo III - A Espada da Justiça
3. Diablo III - A Ordem
4. Diablo III - Livro de Tyrael
5. Diablo III - Tempestade de Luz

### Ordem de Leitura Intermediária
Essa ordem de leitura, leva em conta, todas as obras publicadas no Brasil, como Histórias em Quadrinhos e os próprios jogos lançados pela Blizzard:
1. Diablo III - Livro de Cain (2011) - até História Antiga
2. Jogo Diablo (1996)
3. Diablo III - Livro de Cain (2011) - História Moderna (A Escuridão de Tristam)
4. Jogo Diablo II (1999)
5. Diablo III - Livro de Cain (2011) - História Moderna (O Errante Sombrio)
6. Jogo Diablo II - Lord of Destruction Expansion (2001)
7. Diablo III - Livro de Cain (2011) - História Moderna (de O Senhor da Destruição) até acabar.
8. HQ Diablo III - A Espada da Justiça (2011)
9. Jogo Diablo Immortal (2022)
10. Diablo III - A Ordem (2012)
11. Jogo Diablo III (2012)
12. Diablo III - Livro de Tyrael (2013)
13. Diablo III - Tempestade de Luz (2013)
14. Jogo Diablo III - Reaper of Souls Expansion (2014)
15. Jogo Diablo IV (2023)

### Ordem de Leitura Avançada
Essa ordem de leitura, inclui tudo o que já foi publicado sobre o Universo de Santuário. Sendo que muitos destes materiais não estão disponíveis em português, apenas em inglês, e foram publicados junto com o jogo Diablo II, como complemento à história. Essa ordem pode ser baseada na Ordem Cronológica dos fatos, intercalando os romances, contos, HQ's e Jogos:
1. HQ Diablo - Legends of the Barbarian: Bul-Kathos (2023)
2. HQ Diablo - Legends of the Necromancer - Rathma (2024)
3. Diablo - The Sin War I: Birthright (2006)
4. Diablo - The Sin War II: Scales of the Serpent (2007)
5. Diablo - The Sin War III: The Veiled Prophet (2007)
6. Diablo Archive: Demonsbane (2000)
7. Jogo Diablo (1996)
8. Diablo Archive: The Black Road (2001)
9. Jogo Diablo II (1999)
10. Diablo Archive: The Legacy of Blood (2001)
11. Diablo Archive: Kingdom of Shadow (2001)
12. HQ Diablo - Tales of Sanctuary (2001)
13. Jogo Diablo II - Lord of Destruction Expansion (2001)
14. Diablo III - Livro de Cain (2011)
15. HQ Diablo III - A Espada da Justiça (2011)
16. Jogo Diablo Immortal (2022)
17. Diablo - Moon of the Spider (2006)
18. Diablo III - A Ordem (2012)
19. Diablo III - Heroes Rise, Darkness Falls (2013)
20. Jogo Diablo III (2012)
21. Diablo III - Livro de Tyrael (2013)
22. Diablo III - Tempestade de Luz (2013)
23. Jogo Diablo III - Reaper of Souls Expansion (2014)
24. Diablo III - Morbed (2014)
25. Book of Adria - A Diablo Bestiary (2018)
26. Diablo: Tales from the Horadric Library (2022)
27. Diablo: Book of Lorath (2023)
28. Jogo Diablo IV (2023)

## Guias Oficiais para os Jogos
Todos os jogos da Blizzard possuem um guia oficial para melhorar e aprimorar a experiência de jogo, entretanto, nas primeiras 3 edições dos jogos - Diablo, Diablo II e a sua expansão -  como o público não era tão grande, e concentrava-se nos Estados Unidos, foram lançados apenas em inglês, pela PrimaGames (atual Barnes & Noble) na série de livros Prima's Secrets of the Games.
Com o sucesso da saga, e um enorme público nos outros países, editoras locais, se interessaram pelos produtos, comprando seus direitos de tradução. E dessa forma, os Guias Oficiais chegaram ao Brasil em 2012, para o Diablo III, lançados aqui, em português, pela Editora Europa.

### Diablo: The Official Strategy Guide
Escrito por John Waters, lançado no dia 29 de janeiro de 1997 pela PrimaGames, como uma guia para o jogo Diablo.
"Para você que é um Guerreiro, um Feiticeiro ou uma Arqueira... Diablo: O Guia Oficial de Estratégia mantém os segredos da sua alma! Táticas de sobrevivência dentro dos Labirintos. Os segredos internos e estatísticas de monstros exclusivos. Segredos para a geração itens mágicos. Bestiário de monstros completos. Estratégias para os jogos multiplayer através Battle.net. E muito mais..."

### Diablo: Battle.net & Advanced Strategies - The Official Strategy Guide
Escrito por Mark Walker, lançado no dia 9 de abril de 1997 pela PrimaGames.
"Qualquer tolo pode encontrar o seu caminho para o inferno, mas apenas aqueles que dominam seus demônios sempre voltam. Atreva-se a percorrer as entranhas do Battle.net com um guia de estratégia que lhe dá as maneiras de enganar o Diabo: Táticas de combate de elite para o movimento do grupo; Insights sobre os assassinos de jogadores e caçadores de recompensas; Vantagens táticas para tipos de caracteres; Tabelas experiência com combos."

### Diablo (PlayStation): Prima's Official Strategy Guide
Escrito por Steve Honeywell, lançado no dia 7 de abril de 1998 pela PrimaGames. Praticamente o mesmo conteúdo do Diablo: The Official Strategy Guide, entretanto com as alterações compatíveis com a versão para Playstation.
"Ao Inferno... e voltar! Táticas para sobreviver a todas as 16 missões; Estatísticas essenciais para todos os 88 monstros; Segredos para dominar a arte da magia; Mais de 30 feitiços destrinchados; Criaturas das profundezas, itens e tabelas."

### Diablo (Value Series): Prima's Official Strategy Guide
Uma edição especial do primeiro guia do Diablo, lançado no dia 3 de maio de 2000, também pela PrimaGames
"A estrada para o inferno está sempre cheia de boas intenções... Para você que é um Guerreiro, um Feiticeiro ou uma Arqueira. Diablo: O Guia Oficial de Estratégia mantém os segredos da sua alma! Táticas de sobrevivência dentro dos Labirintos. Os segredos internos e estatísticas de monstros exclusivos. Segredos para a geração itens mágicos. Bestiário de monstros completos. Estratégias para os jogos multiplayer através Battle.net. Uma entrevista exclusiva com os projetistas da Blizzard® (Conteúdo exclusivo dessa versão especial, não encontrado na versão inicial de 1997)."

### Diablo II Official Strategy Guide
Escrito por Bart G. Farkas, lançado no dia 23 de junho de 2000, dessa vez pela BradyGames.
"BradyGames - Diablo II Official Strategy Guide apresenta cobertura das cinco classes de personagens, incluindo a estratégia para cada habilidade e tabelas detalhadas de todas as estatísticas vitais. Um guia por todas os quatro Atos - com estratégia de batalha valioso e dicas para descobrir os segredos ao longo do caminho. Uma compilação exaustíva dos monstros e itens que você vai encontrar em Diablo II."

### Diablo II: Lord of Destruction Official Strategy Guide
Escrito também pelo Bart G. Farkas, lançado no dia 26 de junho de 2001, também pela BradyGames.
"BradyGames - Diablo II: Lord of Destruction Official Strategy Guide inclui cobertura completa de todas as classes de personagens, incluindo os dois novos, com as suas habilidades, pontos fortes e fracos. Um passo a passo detalhado, para o quinto e último ato de Diablo II, é fornecida com instruções explícitas para completar cada nova missão e derrotar todos os novos inimigos brutais! Um bestiário completo, lista de itens, armas, armaduras e magias, listagem de todos os personagens jogáveis. Além disso, estatísticas de jogo atualizados sobre todas as classes de personagens do jogo original, bem como os novos!"

### Guia Oficial Diablo III
Atualmente na sua 2ª edição (2013), sendo a primeira lançada antes do lançamento oficial do jogo, no dia 14 de maio de 2012, escrito pela BradyGames (publicado no Brasil pela Editora Europa), simultaneamente com a versão em inglês (BradyGames’ Diablo III Signature Series Strategy Guide). Conta com 448 páginas ilustradas e em português.
"O Guia Oficial Diablo III 2ª edição é um passo a passo para o RPG de ação desenvolvido pela Blizzard Entertainment. O guia traz a cobertura de todas as missões, incluindo mapas 3D das cidades (com lacaios e objetos saqueáveis para cada área), descrições completas dos monstros Únicos, mapas de calabouços, táticas exclusivas para momentos desafiadores e estratégias para batalhas com chefes. A publicação também apresenta resumo sobre as cinco classes de Heróis, receitas para criar armas e armaduras e uma listagem de todos os equipamentos-base que auxiliarão o jogador em suas missões. Inclui, ainda, o Bestiário, enciclopédia visual em ordem alfabética que não deixa de fora nenhuma das 240 criaturas do jogo – com explicações sobre atributos, ataques especiais, habilidades e comportamentos em todas as suas classes, níveis e traços. Indispensável para fãs do jogo e da Blizzard."

### Guia Oficial Diablo III - Para Consoles
Lançado no dia 13 de setembro de 2013, escrito pela BradyGames (publicado no Brasil pela Editora Europa), próximo ao lançamento do jogo Diablo III para os consoles Xbox 360 e Playstation 3, junto com o lançamento da versão em inglês (Diablo III Signature Series Strategy Guide Console Version), contendo 464 páginas ilustradas e em português, para assim como o Guia Oficial Diablo III, levar uma melhor experiência de jogo, aos gamers dos consoles.
"O Guia Oficial Diablo III, para Xbox 360 e PlayStation 3, é um passo a passo para ensiná-lo a jogar o RPG de ação desenvolvido pela Blizzard Entertainment. O guia traz a cobertura de todas as missões, incluindo mapas 3D das cidades (com lacaios e objetos saqueáveis para cada área), descrições completas dos monstros Únicos, mapas de calabouços, táticas exclusivas para momentos desafiadores e estratégias para batalhas com chefes. A publicação também apresenta um resumo sobre as cinco classes de Heróis, receitas para criar armas e armaduras e uma listagem de todos os equipamentos-base que auxiliarão o jogador em suas missões. Inclui, ainda, o Bestiário, enciclopédia visual em ordem alfabética que não deixa de fora nenhuma das 240 criaturas do jogo - com explicações sobre atributos, ataques especiais, habilidades e comportamentos em todas as suas classes, níveis e traços. Indispensável para os fãs do jogo e da Blizzard."

### Guia Oficial Diablo III - Reaper of Souls
Lançado no dia 25 de março de 2014, escrito pela BradyGames (publicado no Brasil pela Editora Europa), seguindo o mesmo princípio do guia lançado para o jogo base, e também simultaneamente com o lançamento da versão em inglês (Diablo III: Reaper of Souls Signature Series Strategy Guide), mas agora enfatizando as novidades e diferenças da expansão Reaper of Souls, e como aproveitá-la ao máximo. Contém 112 páginas ilustradas e em português.
"O começo do fim de todas as coisas...: Malthael, Anjo da Morte, tem um novo plano mortal e mais uma vez a salvação da humanidade depende do Nefalem. Encontre tudo o que você precisa para derrotar esta nova ameaça à humanidade neste Guia Oficial totalmente em português! Cruzado: Explore o Santuário com um novo e imponente herói dos reinos mortais. Conheça em detalhes todas as habilidades, runas, estratégias e muito mais dessa classe inédita. Guia do ato V: Descubra a cidade de Hespéria e as antigas muralhas do Pandemônio. Fornecemos tudo o que você precisa para encontrar todas as Missões, Calabouços Aleatórios e Eventos em sua batalha contra Malthael e seus lacaios. Bestiário Completo: Aprenda tudo sobre as novas e grotescas criaturas do santuário, exclusivas da expansão Reaper of Souls. Conquistas: Saiba tudo que é preciso para conseguir as Conquistas e Desafios do Ato V."

## Livros de RPG: Dungeons & Dragons
Utilizando o sistema de Dungeons & Dragons 3.0 de RPG, a Wizards of the Coast desenvolveu uma adaptação do jogo Diablo II, com suas classes, armas, magias e monstros, tornando-o totalmente jogável em uma mesa de RPG. Possui além do livro base, mais 5 sistemas de expansões da aventura de RPG, todas elas disponíveis apenas em inglês até o momento (2014). Grande parte desse material está disponível gratuitamente na página oficial da adaptação Diablo do Dungeons & Dragons 3.0.

### Dungeons & Dragons Adventure Game - Diablo II: The Bloodstone Tomb
Criado por Bill Slavicsek e Jeff Grubb, no ano de 1999, com apenas 16 páginas. Essa foi a primeira adaptação do universo de Diablo para o RPG, e era caracterizado pela simplicidade e rapidez em organizar e se aventurar, dai a denominação "Fast-Play Game" estampado na capa do livro. Utiliza a mecanica de exploração de masmorras e o sistema do Dungeons & Dragons.
"O Bloodstone Tomb é o primeiro RPG de mesa, baseado na série Diablo, e inspiração para a criação do sistema completo, o Dungeons and Dragons: Diablo II Edition, criado 2 anos depois pelos mesmos autores, tornando o Bloodstone Tomb uma espécie de cartilha do sistema básico anvançado. Ele está disponível para download gratuito no site Wizards of the Coast. Se você já jogou o RPG de computador, Diablo, agora experimente entrar no maior jogo de aventura do mundo! Este é o jogo Dungeons & Dragons do mundo mortal de Diablo II. Uma experiência de RPG sem seu computador."

### Dungeons & Dragons - Diablo II Edition
Desenvolvido pelos mesmos Bill Slavicsek e Jeff Grubb, sendo inspirado no "Fast-Play Game" lançado anos antes, mas aprimorado e completo, sendo lançado no dia 1 de maio de 2000, para ser jogado de 2 a 6 jogadores, onde 1 pessoa, necessariamente, deve possuir a função de Mestre.
"Esta é uma adaptação das regras do Sistema Dungeons & Dragons e do universo do jogo de computador Diablo II, na forma de um jogo de tabuleiro modular foram os jogadores assumem o papel de um dos cinco personagens e tenta limpar o masmorras e tesouros de apoio, defendendo-se dos monstros perigosos que habitam o lugar."

### Advanced Dungeons & Dragons Game - Diablo II: The Awakening
Criado por Bruce R. Cordell e Mike Selinker, e lançado junto com o Dungeons & Dragons: Diablo II Edition. Possui 132 páginas, para retratar as ações, opções, habilidades e aventuras dessa adaptação.
"The Awakening é um RPG de Diablo com a mecânica do Dungeons and Dragons: Sistema Avançado (AD&D). Suas missões são baseados nas missões reais do jogo Diablo, mas os personagens iniciáis jogáveis são os do Diablo II. Esta épica aventura cheia de ação leva-nos ao mundo do jogo de computador Diablo II e reproduz uma aventura similar as do AD&D. Você pode criar heróis AD&D com um toque DIABLO ou usar heróis de qualquer campanha AD&D, enviando-os para desafiar os terrores encontrados antes, apenas em uma tela de computador. A aventura começa em Tristram, o campo de batalha do jogo original Diablo, onde Diablo, Senhor do Terror, rege uma legião de demônios. Lá, os heróis exploram o Monastério Misterioso - cheio de perigos e desafios inspirados no jogo Diablo mas reforçada para o seu jogo de mesa!"

### Dungeons & Dragons Accessory - Diablo II: Diablerie
Criado por J. D. Wiker, lançado no dia 1 de dezembro de 2000, conta com 98 páginas e é a primeira expansão e acessório para as aventuras jogadas com a plataforma básica do sistema Dungeons & Dragons.
"Diablerie é um suplemento para o Dungeons & Dragons: Diablo II Edition. O suplemento é principalmente dedicado a descrever as classes jogáveis (tiradas do Diablo II), listando engrenagem, magias e monstros. Contudo, o seu capítulo final é dedicado a um cenário curto em que os aventureiros devem explorar a Morgen Keep, e salvar a única arma Siegehammer de Crushskull, o Demônio. Agora os fãs de RPGs de computador e jogadores do jogo Dungeons & Dragons pode explorar um terreno comum. O acessório Diablerie traz todo o sabor e emoção do enormemente popular jogo de computador Diablo II para o Dungeons & Dragons Third Edition. Mais de um milhão de itens mágicos, cinco classes de personagens, e mais de uma centena de feitiços e habilidades trazem o mundo de Diablo II à realidade."

### Dungeons & Dragons Accessory - Diablo II: To Hell and Back
Criado por Jason Carl, David Eckelberry, Jeff Quick e Rich Redman, lançado no dia 1 de março de 2001, com 196 páginas, é o segundo livro de expansão e acessórios para as aventuras de RPG no universo de Diablo.
"To Hell and Back é um suplemento para Dungeons and Dragons: Diablo II Edition. O jogo funciona como uma adaptação de Diablo II, com suas classes, personagens, monstros, itens e magias adaptadas, trazidas para a caneta e papel do RPG. Os lendários jogos Diablo e Diablo II ganham vida com o lançamento do RPG de Mesa. Todos os níveis e todos os quatro atos do jogo de computador são retratados nas aventuras deste livro, que também inclui 64 páginas de monstros, informações para os níveis 1-30, e mais de 60 mapas."

### Dungeons & Dragons Web Enhancement - Diablo II: The Secret Cow Level
Apêndice promocional do livro Dungeons & Dragons Accessory - Diablo II: To Hell and Back disponível apenas na web, apresentando o Nível Secreto das Vacas, com as instruções e disposições dos objetos e vacas nesta masmorra secreta. Contém apenas 4 páginas, e atualmente encontra-se disponível para download no site oficial da Wizards of the Coast.
"O Nível Secreto das Vacas é a zona especial mais popular da história dos jogos de computador, e agora você pode desfrutar-se dela. Tudo que você precisa é de um grupo de aventureiros poderosos o suficiente para matar Diablo. Você tem um desses, certo? Não? Bem, mande-os de volta para o inferno até que eles fiquem mais resistentes o suficiente para tira-lo das mãos do Senhor do Terror. Porque quando fizerem isso, mil vacas com os úberes cheios, virão "muu-ando" em sua direção e atacando todos vocês. Você ainda está verificando o leu na última frase? É isso mesmo, nós dissemos mil vacas, todos com Machadinhas. Você tem resistência a danos?"